# Matthew Little
Matthew "Matt" Little es un actor australiano, conocido por haber interpretado a V.J. Patterson en la serie Home and Away.

## Biografía
Es hijo de Mason Little, tiene dos hermanos Andrew Little y Marni Little.

## Carrera
El 27 de mayo de 2014 se unió al elenco recurrente de la serie Neighbours donde interpretó a Ethan Smith, el hermano adoptivo de Paige Novak, hasta ese mismo año luego de que su personaje decidiera irse a Ibiza.
El 31 de agosto del mismo año se anunció que Matthew se unió al elenco de la popular serie australiana Home and Away donde interpretó a V.J. Patterson, el hijo de Leah Patterson, hasta el 23 de noviembre de 2017 después de que su personaje decidiera huir de la bahía junto a Luc Patterson, para evitar que su padre, el criminal Mick Jennings obtuviera su custodia. Anteriormente el papel de V.J. había sido interpretado por el actor Felix Dean del 2007 al 2014.

## Filmografía

### Series de televisión
| Año         | Título        | Personaje      | Notas         |
| ----------- | ------------- | -------------- | ------------- |
| 2014 - 2017 | Home and Away | V.J. Patterson | 295 episodios |
| 2014        | Neighbours    | Ethan Smith    | 6 episodios   |